# Johannserberg
Johannserberg (slowenisch St. Janizkagora) ist eine Ortschaft in der Gemeinde Brückl im Bezirk Sankt Veit an der Glan in Kärnten. Die Ortschaft hat 45 Einwohner (Stand 1. Jänner 2024).

## Lage
Die Ortschaft liegt am Hang östlich des Gemeindehauptorts Brückl, an den südwestlichen Ausläufern der Saualpe. Die meisten Höfe sind von der von Brückl nach Diex führenden Landesstraße aus erreichbar. Doch die südwestlichsten drei Höfe der Ortschaft sind nur von Süden her, vom Gebiet der Stadtgemeinde Völkermarkt her, erreichbar.
Folgende Hofnamen werden in der Ortschaft geführt: Gabernig (Nr. 1), Jaxe (Nr. 2), Kassolnig (Nr. 3), Ladinig (Nr. 4), Powaschnig (Nr. 5), Gallischnig (Nr. 8), Grimm (Nr. 9), Gottschied (Nr. 10), Kuppe (Nr. 11), Prossnegger (Nr. 12), Trattebauer (Nr. 13), Kuppe (Nr. 15), Grötschnig (Nr. 21).

## Geschichte

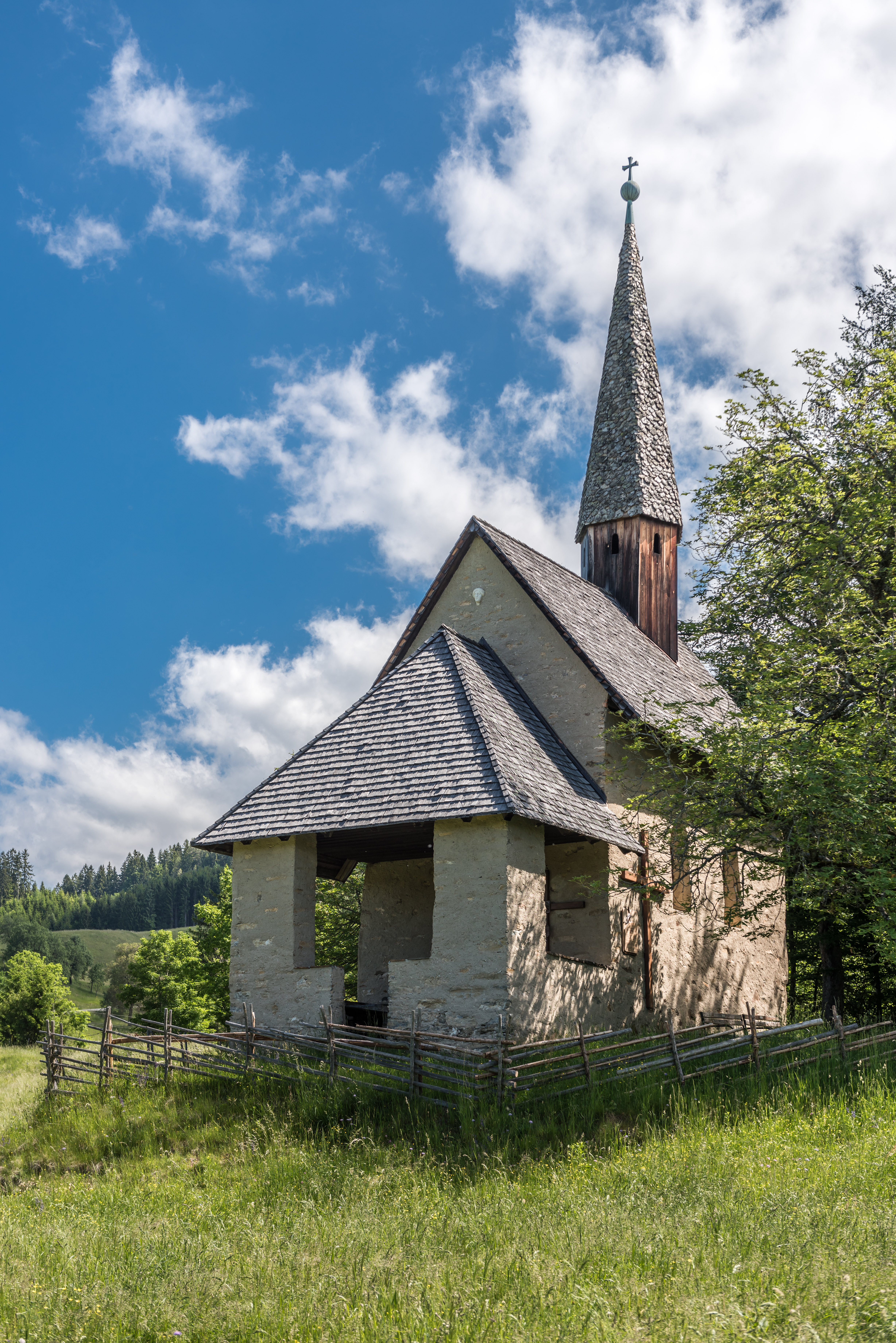
Kirche St. Lorenzen

Die Kirche St. Lorenzen wird schon 927 urkundlich erwähnt.
Der heutige Gemeindehauptort Brückl hieß früher St. Johann am Brückl, der den Ort im Osten überragende Höhenzug wurde daher Johannserberg genannt. Entlang des Höhenzugs verläuft eine Katastralgemeindegrenze. Die Höfe am westlichen, nach Brückl abfallenden Hang liegen auf dem Gebiet der Katastralgemeinde Brückl und bilden die hier besprochene Ortschaft Johannserberg, die in der ersten Hälfte des 19. Jahrhunderts zum Steuerbezirk Osterwitz gehörte.

### Ehemaliger Ortschaftsbestandteil Waldsiedlung
Die ab den 1950er-Jahren oberhalb des Gemeindehauptorts Brückl entstandene Einfamilienhaussiedlung Waldsiedlung wurde zunächst als Bestandteil der Ortschaft Johannserberg geführt; 1961 wurden dafür 6 Häuser mit 27 Einwohnern gezählt. Heute wird diese Siedlung als Hangsiedlung bezeichnet und als zur Ortschaft Brückl gehörend betrachtet.

### Abgrenzung zur Streusiedlung auf dem Gebiet der Katastralgemeinde Johannserberg
Die Höfe am östlichen, zum Michaelergraben abfallenden Hang des Höhenzugs Johannserberg liegen auf dem Gebiet der Katastralgemeinde Johannserberg. Sie wurden früher ebenfalls Johannserberg genannt und gehörten in der ersten Hälfte des 19. Jahrhunderts zum Steuerbezirk Haimburg; seit dem 19. Jahrhundert trägt jene Streusiedlung den Namen St. Ulrich am Johannserberg und wird als eigene Ortschaft geführt.

## Bevölkerungsentwicklung
Für die Ortschaft ermittelte man folgende Einwohnerzahlen:
- 1800: 22 Häuser[2]
- 1869: 16 Häuser, 120 Einwohner[3]
- 1880: 15 Häuser, 151 Einwohner[4]
- 1890: 17 Häuser, 143 Einwohner[5]
- 1900: 16 Häuser, 134 Einwohner[6]
- 1910: 19 Häuser, 151 Einwohner[7]
- 1923: 19 Häuser, 152 Einwohner[8]
- 1934: 159 Einwohner[9]
- 1961: 22 Häuser, 107 Einwohner (davon Rotte Johannserberg 15 Häuser, 80 Einwohner, Siedlung Waldsiedlung 6 Häuser, 27 Einwohner; Alm 1 Haus, 0 Einwohner)[10]
- 2001: 16 Gebäude (davon 12 mit Hauptwohnsitz) mit 14 Wohnungen; 59 Einwohner und 0 Nebenwohnsitzfälle; 15 Haushalte; 0 Arbeitsstätten, 12 land- und forstwirtschaftliche Betriebe[11]
- 2011: 14 Gebäude, 47 Einwohner, 15 Haushalte, 1 Arbeitsstätte[12]
- 2021: 14 Gebäude, 47 Einwohner, 15 Haushalte, 13 Arbeitsstätten[13]